# Clinochloor
Het mineraal clinochloor, ook wel penniniet genoemd, is een fyllosilicaat met molecuulformule (Mg,Fe2+)5Al(Si3Al)O10(OH)8. Het is het mineraal in de chlorietgroep, waar magnesium in voorkomt. Alle mineralen in de chlorietgroep zijn een mica, dus clinochloor ook. De naam clinochloor is van het Oudgriekse κλίνειν, klinein, afgeleid, dat 'schuin tegen iets (doen) leunen' betekent, en van χλωρός, chlōros, groen. Het synoniem penniniet is naar de Apennijnen in Italië genoemd. Clinochloor is donker- tot olijfgroen, blauwgroen of wit, het heeft een glas- tot parelglans en een witte streepkleur. Het heeft een monoklien kristalstelsel en een perfecte splijting volgens kristalvlak [001]. De massadichtheid is 2,63 kg/dm3, de hardheid is 2 tot 2,5 en het is niet radioactief. Zoals andere chlorietmineralen komt clinochloor vooral in licht metamorfe gesteenten voor. Het is een typisch mineraal in gemetamorfoseerde mafische gesteenten.

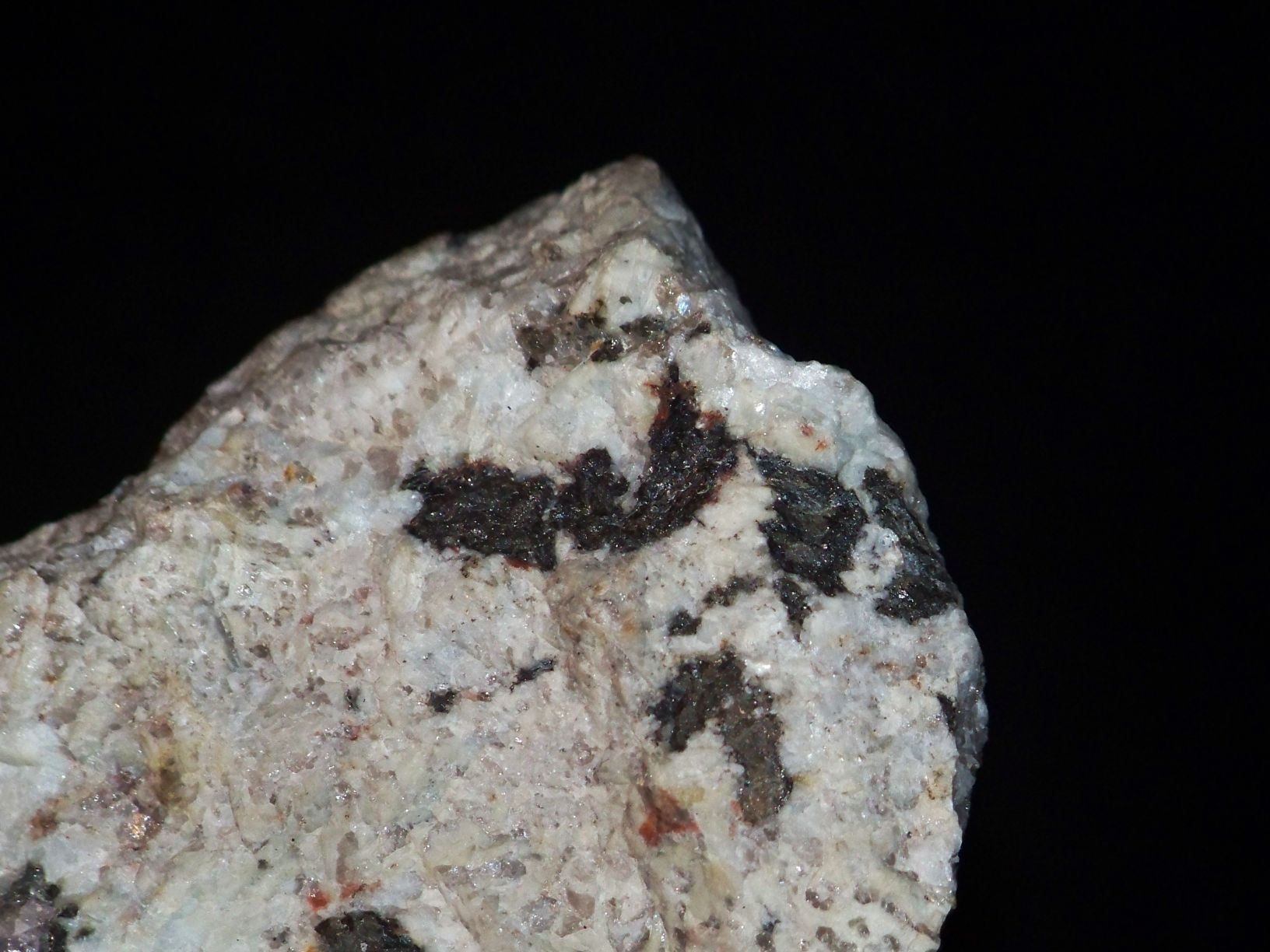
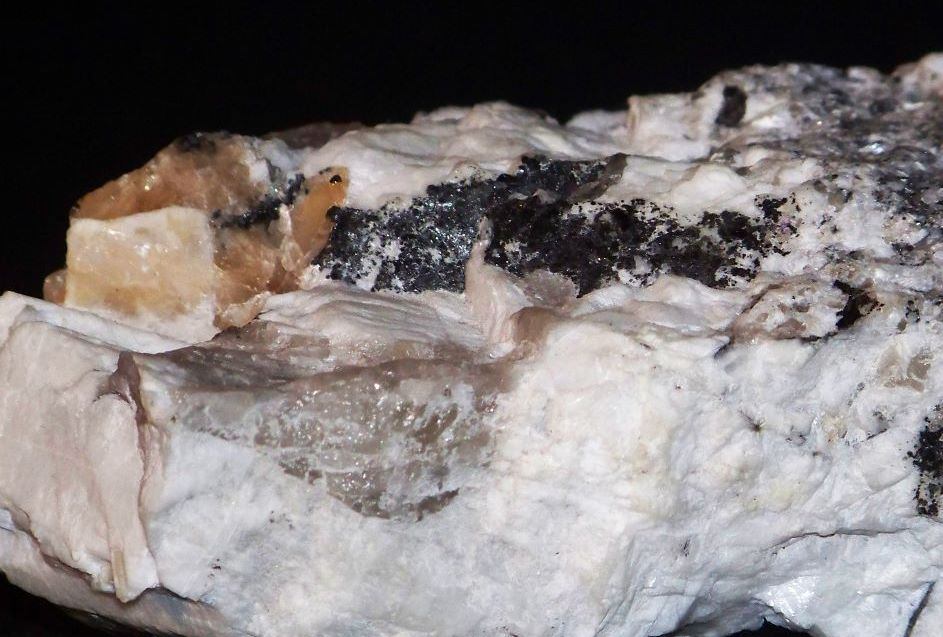
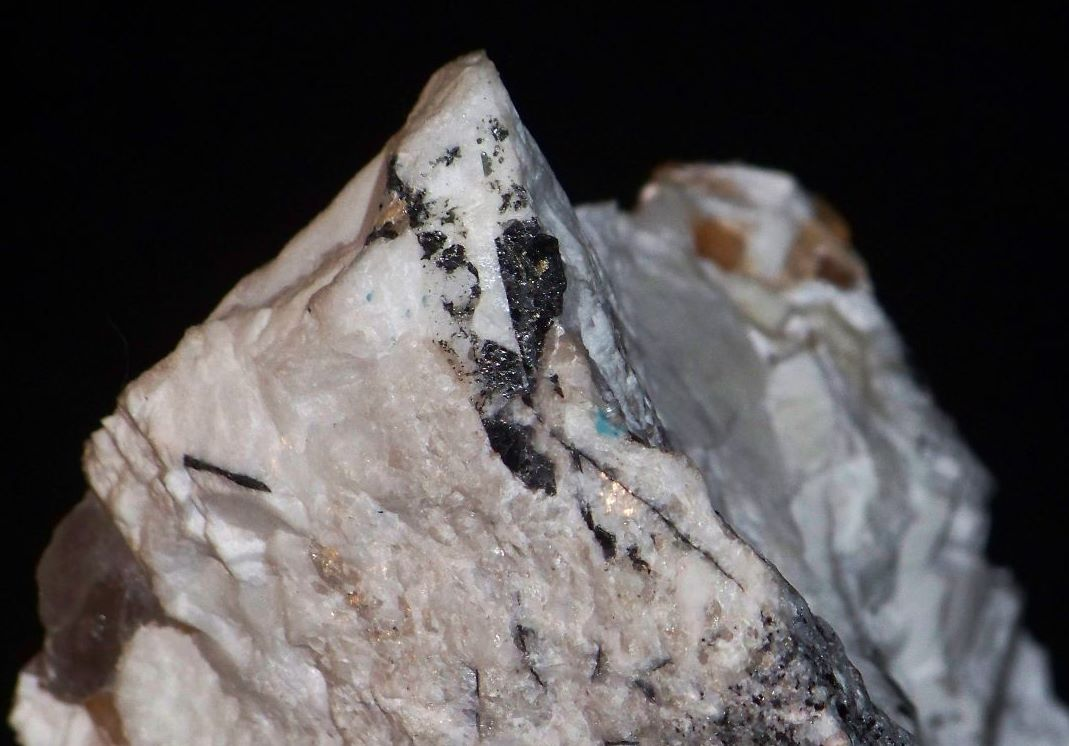
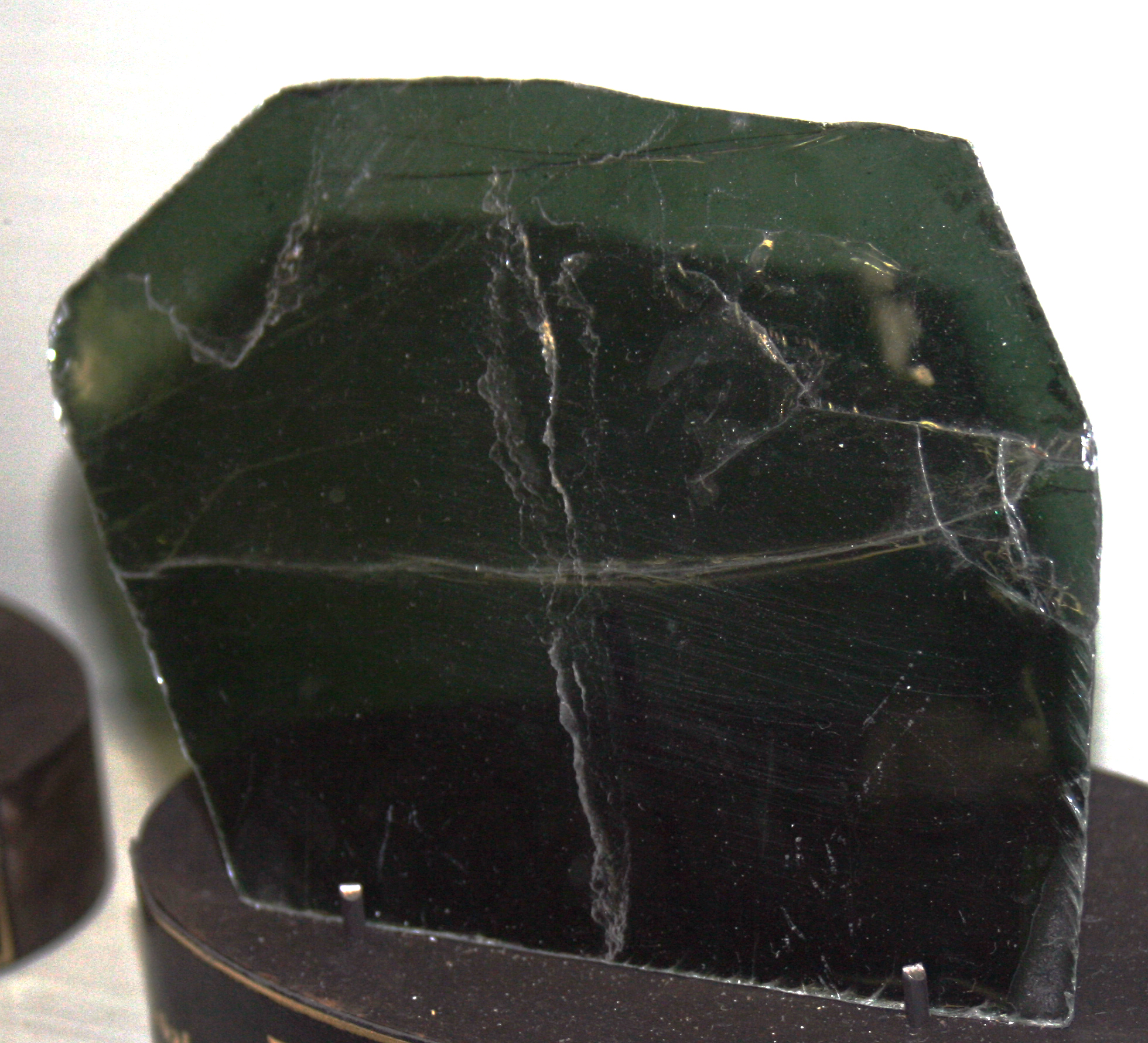